# 可移植操作系统接口
可移植作業系統接口（英語：Portable Operating System Interface，縮寫為POSIX）是IEEE为要在各种類UNIX操作系统上运行软件，而定义API的一系列互相关联的标准的总称，其正式称呼为IEEE Std 1003，而国际标准名称为ISO/IEC 9945。此标准源于一个大约开始于1985年的项目。POSIX这个名称是由理查德·斯托曼（RMS）应IEEE的要求而提议的一个易于记忆的名称。它基本上是Portable Operating System Interface（可移植操作系统接口）的缩写，而X则表明其对Unix API的传承。
Linux基本上逐步实现了POSIX兼容，但并没有参加正式的POSIX认证。
微软的Windows NT声称部分实现了POSIX标准。
当前的POSIX主要分为四个部分：Base Definitions、System Interfaces、Shell and Utilities和Rationale。

## POSIX 1.1标准
1003.0
管理POSIX开放式系统环境（OSE）。IEEE在1995年通过了这项标准。ISO的版本是ISO/IEC 14252:1996。
1003.1
被广泛接受、用于源代码级别的可移植性标准。1003.1提供一个操作系统的C语言应用编程接口（API）。IEEE和ISO已经在1990年通过了这个标准，IEEE在1995年重新修订了该标准。
1003.1b
一个用于实时编程的标准（以前的P1003.4或POSIX.4）。这个标准在1993年被IEEE通过，被合并进ISO/IEC 9945-1。
1003.1c
一个用于线程（在一个程序中当前被执行的代码段）的标准。以前是P1993.4或POSIX.4的一部分，这个标准已经在1995年被IEEE通过，归入ISO/IEC 9945-1:1996。
1003.1g
一个关于协议独立接口的标准，该接口可以使一个应用程序通过网络与另一个应用程序通讯。1996年，IEEE通过了这个标准。
1003.2
一个应用于shell和工具软件的标准，它们分别是操作系统所必须提供的命令处理器和工具程序。1992年IEEE通过了这个标准。ISO也已经通过了这个标准（ISO/IEC 9945-2:1993）。
1003.2d
改进的1003.2标准。
1003.5
一个相当于1003.1的Ada语言的API。在1992年，IEEE通过了这个标准。并在1997年对其进行了修订。ISO也通过了该标准。
1003.5b
一个相当于1003.1b（实时扩展）的Ada语言的API。IEEE和ISO都已经通过了这个标准。ISO的标准是ISO/IEC 14519:1999。
1003.5c
一个相当于1003.1q（协议独立接口）的Ada语言的API。在1998年，IEEE通过了这个标准。ISO也通过了这个标准。
1003.9
一个相当于1003.1的FORTRAN语言的API。在1992年，IEEE通过了这个标准，并于1997年对其再次确认。ISO也已经通过了这个标准。
1003.10
一个应用于超级计算应用环境框架（Application Environment Profile，AEP）的标准。在1995年，IEEE通过了这个标准。
1003.13
一个关于应用环境框架的标准，主要针对使用POSIX接口的实时应用程序。在1998年，IEEE通过了这个标准。
1003.22
一个针对POSIX的关于安全性框架的指南。
1003.23
一个针对用户组织的指南，主要是为了指导用户开发和使用支持操作需求的开放式系统环境（OSE）框架
2003
针对指定和使用是否符合POSIX标准的测试方法，有关其定义、一般需求和指导方针的一个标准。在1997年，IEEE通过了这个标准。
2003.1
这个标准规定了针对1003.1的POSIX测试方法的提供商要提供的一些条件。在1992年，IEEE通过了这个标准。
2003.2
一个定义了被用来检查与IEEE 1003.2（shell和工具API）是否符合的测试方法的标准。在1996年，IEEE通过了这个标准。
除了1003和2003家族以外，还有几个其它的IEEE标准，例如1224和1228，它们也提供开发可移植应用程序的API。